# Kroer
Kroer är en kyrkby och tidigare tätort i Ås kommun i Akershus fylke i sydöstra Norge. Orten ligger där fylkesväg 1020 möter fylkesväg 1364 och fylkesväg 1388, sydöst om kommunens centralort Ås. Här finns Kroers kyrka.